# Lavaqueresse
Lavaqueresse est une commune française située dans le département de l'Aisne, en région Hauts-de-France.

## Géographie

### Communes limitrophes
| La Neuville-les-Dorengt | Esquéhéries       |           |
| Iron                    | Lavaqueresse      | Leschelle |
|                         | Villers-lès-Guise | Crupilly  |

### Hydrographie
La commune est située dans le bassin Seine-Normandie. Elle est drainée par l'Iron, le ruisseau des Oiselets et le ruisseau d'Utreppe,,.
L'Iron, d'une longueur de 25 km, prend sa source dans la commune de La Flamengrie et se jette  dans le Noirrieu à Hannapes, après avoir traversé dix communes. Les caractéristiques hydrologiques de l'Iron sont données par la station hydrologique située sur la commune d'Iron. Le débit moyen mensuel est de 0,507 m3/s. Le débit moyen journalier maximum est de 13,2 m3/s, atteint lors de la crue du 9 janvier 2022. Le débit instantané maximal est quant à lui de 23,7 m3/s, atteint le même jour.

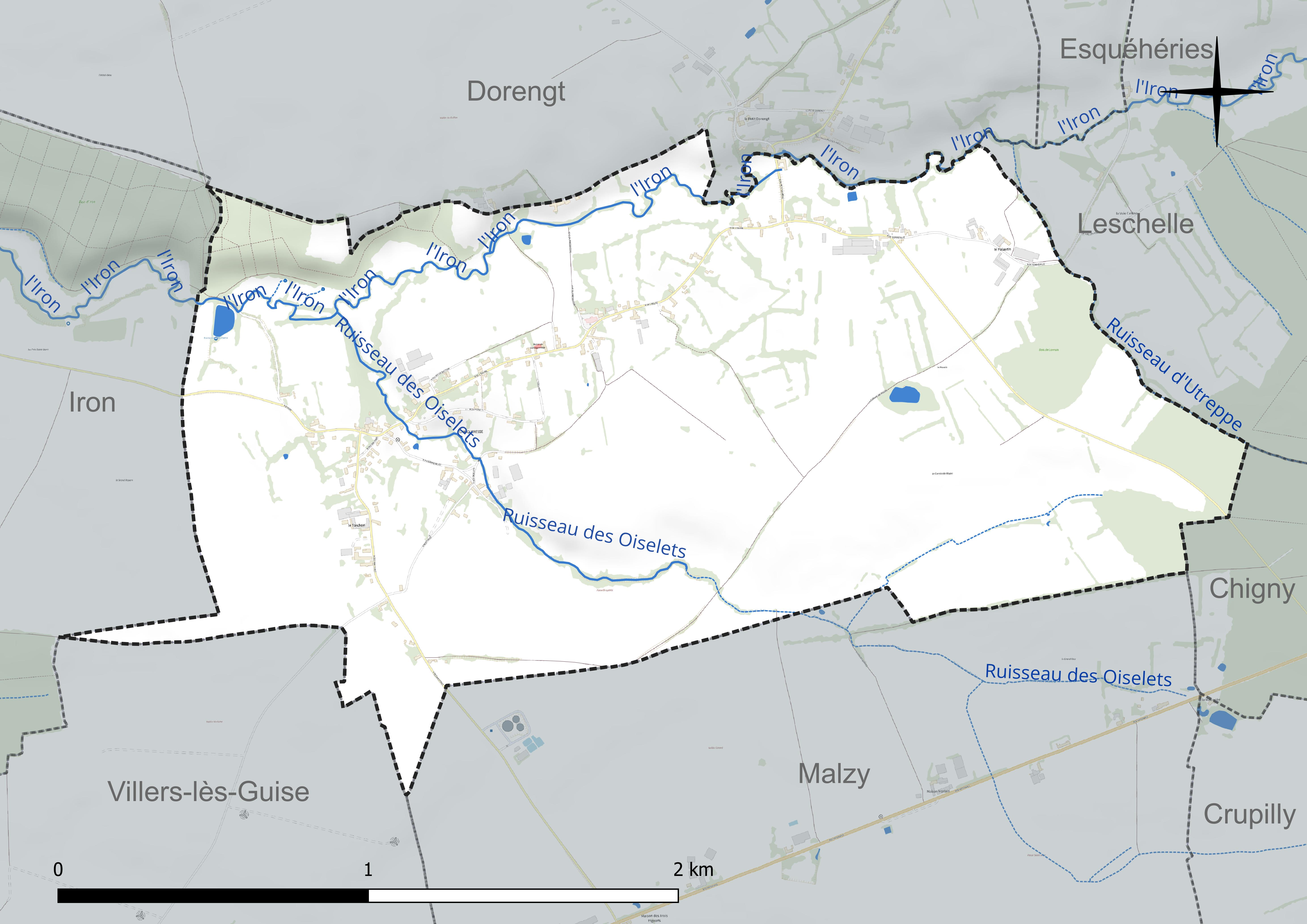
Réseau hydrographique de Lavaqueresse.

### Climat
Pour des articles plus généraux, voir Climat des Hauts-de-France et Climat de l'Aisne.
En 2010, le climat de la commune est de type climat des marges montargnardes, selon une étude du CNRS s'appuyant sur une série de données couvrant la période 1971-2000. En 2020, Météo-France publie une typologie des climats de la France métropolitaine dans laquelle la commune est exposée à un climat océanique altéré et est dans la région climatique Nord-est du bassin Parisien, caractérisée par un ensoleillement médiocre, une pluviométrie moyenne régulièrement répartie au cours de l'année et un hiver froid (3 °C).
Pour la période 1971-2000, la température annuelle moyenne est de 9,8 °C, avec une amplitude thermique annuelle de 15 °C. Le cumul annuel moyen de précipitations est de 823 mm, avec 12,2 jours de précipitations en janvier et 9,4 jours en juillet. Pour la période 1991-2020, la température moyenne annuelle observée sur la station météorologique la plus proche, située sur la commune de Fontaine-lès-Vervins à 17 km à vol d'oiseau, est de 10,5 °C et le cumul annuel moyen de précipitations est de 826,3 mm,. Pour l'avenir, les paramètres climatiques de la commune estimés pour 2050 selon différents scénarios d'émission de gaz à effet de serre sont consultables sur un site dédié publié par Météo-France en novembre 2022.

## Urbanisme

### Typologie
Au 1er janvier 2024, Lavaqueresse est catégorisée commune rurale à habitat dispersé, selon la nouvelle grille communale de densité à 7 niveaux définie par l'Insee en 2022.
Elle est située hors unité urbaine. Par ailleurs la commune fait partie de l'aire d'attraction de Guise, dont elle est une commune de la couronne,. Cette aire, qui regroupe 21 communes, est catégorisée dans les aires de moins de 50 000 habitants,.

### Occupation des sols
L'occupation des sols de la commune, telle qu'elle ressort de la base de données européenne d'occupation biophysique des sols Corine Land Cover (CLC), est marquée par l'importance des territoires agricoles (82,1 % en 2018), une proportion identique à celle de 1990 (82,1 %). La répartition détaillée en 2018 est la suivante : 
prairies (45,2 %), terres arables (36,9 %), zones urbanisées (12,6 %), forêts (5,3 %).
L'évolution de l'occupation des sols de la commune et de ses infrastructures peut être observée sur les différentes représentations cartographiques du territoire : la carte de Cassini (XVIIIe siècle), la carte d'état-major (1820-1866) et les cartes ou photos aériennes de l'IGN pour la période actuelle (1950 à aujourd'hui).

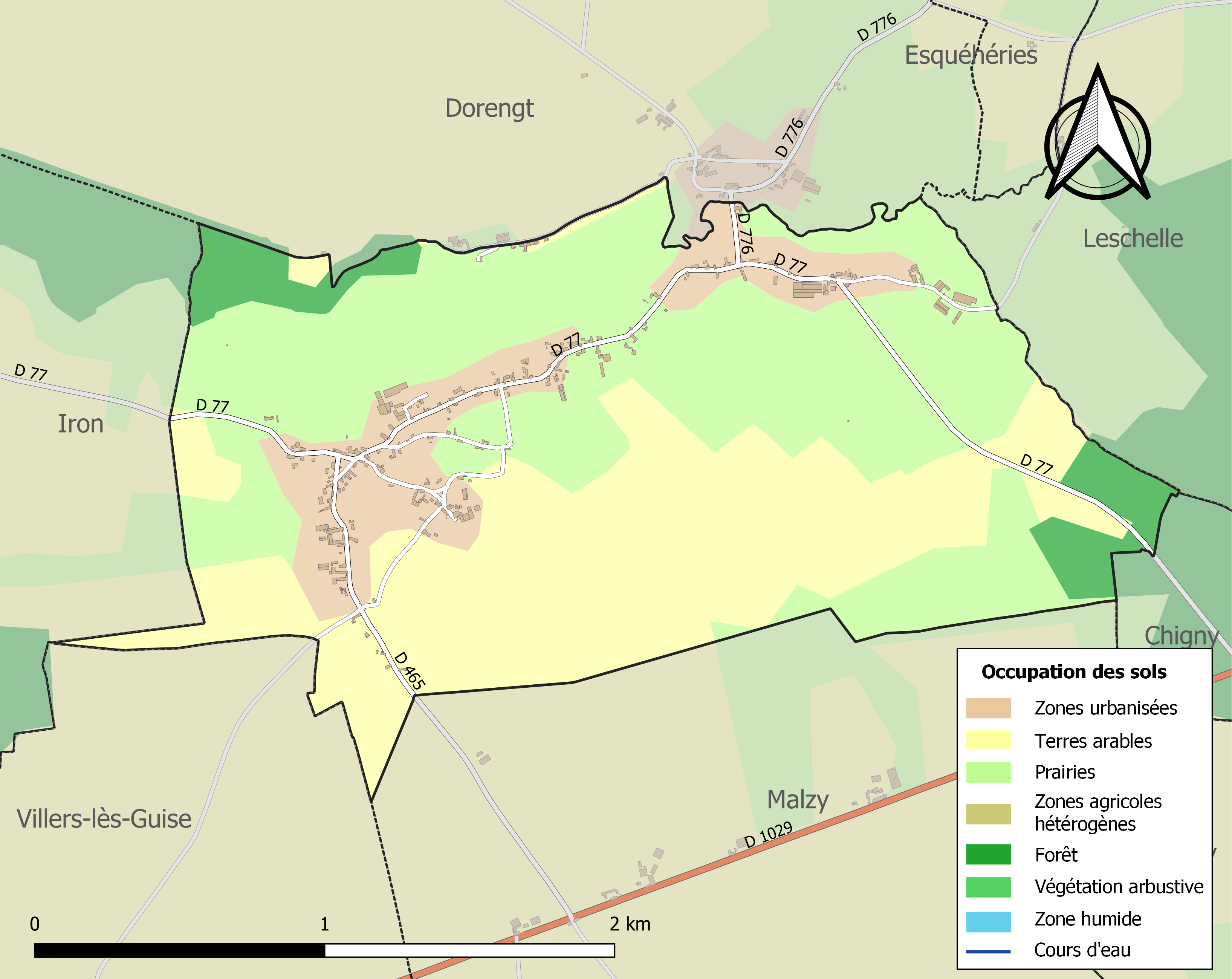
Carte de l'occupation des sols de la commune en 2018 (CLC).

## Toponymie
Le nom de la localité est attesté sous les formes Lavakerecce (1270) ; Lavasqueresche (1405) ; Le Vacqueresse (1435) ; Lavasqueresse (1640) ; Lavacresse (1643).
De l'oïl picard vaqueresse, avec agglutination de l'article, avec le double suffixe –ar-icia, « vachère », peut-être « bergère communale ».

## Politique et administration

### Découpage territorial
La commune de Lavaqueresse est membre de la communauté de communes Thiérache Sambre et Oise, un établissement public de coopération intercommunale (EPCI) à fiscalité propre créé le 1er janvier 2017 dont le siège est à Guise. Ce dernier est par ailleurs membre d'autres groupements intercommunaux.
Sur le plan administratif, elle est rattachée à l'arrondissement de Vervins, au département de l'Aisne et à la région Hauts-de-France. Sur le plan électoral, elle dépend du  canton de Guise pour l'élection des conseillers départementaux, depuis le redécoupage cantonal de 2014 entré en vigueur en 2015, et de la troisième circonscription de l'Aisne  pour les élections législatives, depuis le dernier découpage électoral de 2010.

### Administration municipale
| Période                                  | Période                       | Identité          | Étiquette | Qualité                                                                        |
| ---------------------------------------- | ----------------------------- | ----------------- | --------- | ------------------------------------------------------------------------------ |
| Les données manquantes sont à compléter. |                               |                   |           |                                                                                |
| mars 2001                                | mars 2014                     | René Semery       |           | Retraité de l'Éducation nationale                                              |
| mars 2014                                | En cours (au 12 juillet 2020) | Jean-Paul Pirotte | DVD       | Retraité des industries électriques et gazières Réélu pour le mandat 2020-2026 |

La mairie est ouverte le mardi de 11 heures à 12 heures et le jeudi de 18 heures à 19 heures.

## Démographie

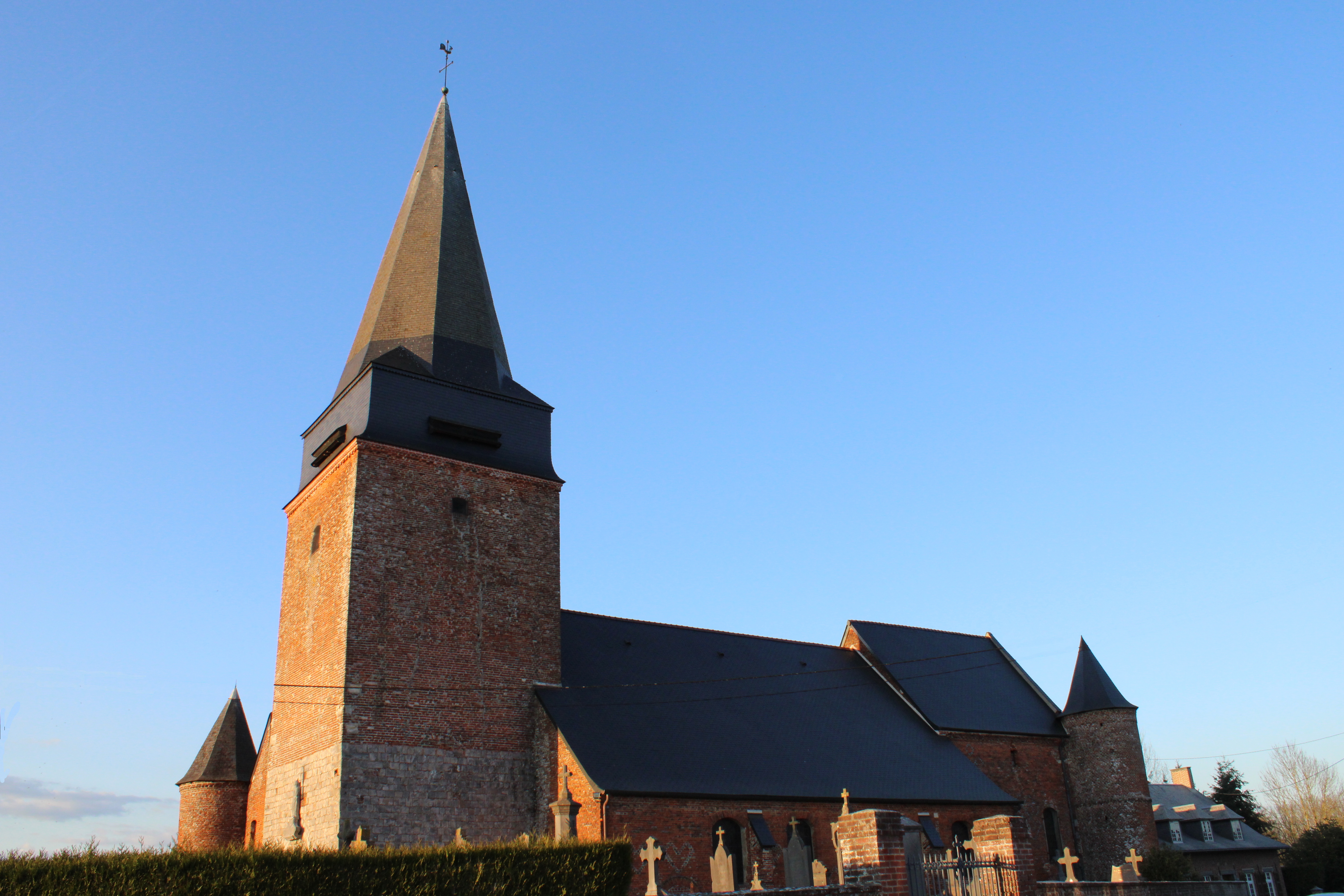
L'église fortifiée.

À partir du XXIe siècle, les recensements réels des communes de moins de 10 000 habitants ont lieu tous les cinq ans. Pour Lavaqueresse, cela correspond à 2004, 2009, etc. Les autres dates de « recensements » (2008, etc.) sont des estimations.
L'évolution du nombre d'habitants est connue à travers les recensements de la population effectués dans la commune depuis 1793. Pour les communes de moins de 10 000 habitants, une enquête de recensement portant sur toute la population est réalisée tous les cinq ans, les populations de référence des années intermédiaires étant quant à elles estimées par interpolation ou extrapolation. Pour la commune, le premier recensement exhaustif entrant dans le cadre du nouveau dispositif a été réalisé en 2004.

En 2022, la commune comptait 202 habitants, en évolution de −0,49 % par rapport à 2016 (Aisne : −1,97 %, France hors Mayotte : +2,11 %).
| 1793 | 1800 | 1806 | 1821 | 1831 | 1836 | 1841 | 1846 | 1851 |
| ---- | ---- | ---- | ---- | ---- | ---- | ---- | ---- | ---- |
| 650  | 643  | 652  | 724  | 836  | 828  | 842  | 839  | 818  |

| 1856 | 1861 | 1866 | 1872 | 1876 | 1881 | 1886 | 1891 | 1896 |
| ---- | ---- | ---- | ---- | ---- | ---- | ---- | ---- | ---- |
| 805  | 768  | 741  | 665  | 652  | 635  | 583  | 545  | 508  |

| 1901 | 1906 | 1911 | 1921 | 1926 | 1931 | 1936 | 1946 | 1954 |
| ---- | ---- | ---- | ---- | ---- | ---- | ---- | ---- | ---- |
| 478  | 439  | 402  | 316  | 332  | 325  | 308  | 282  | 315  |

| 1962 | 1968 | 1975 | 1982 | 1990 | 1999 | 2004 | 2006 | 2009 |
| ---- | ---- | ---- | ---- | ---- | ---- | ---- | ---- | ---- |
| 320  | 310  | 259  | 256  | 224  | 209  | 209  | 212  | 212  |

| 2014 | 2019 | 2022 | - | - | - | - | - | - |
| ---- | ---- | ---- | - | - | - | - | - | - |
| 211  | 201  | 202  | - | - | - | - | - | - |

## Lieux et monuments
- Église Notre-Dame-de-l'Assomption de Lavaqueresse, église fortifiée de Thiérache,  Inscrit MH (1927, partiellement)[27].
- Monument aux morts, sur lequel sont inscrits 32 noms[28].

## Personnalités liées à la commune
- Henri Guernut (né à Lavaqueresse le 2 novembre 1876, décédé le 28 mai 1943 à Paris), ministre de l'Éducation Nationale du 24 janvier 1936 au 4 juin 1936, radical-socialiste, secrétaire général de la Ligue des droits de l'homme de 1912 à 1932. Avocat, journaliste, Henri Guernut est l'auteur en 1933 de la loi relative au « statut des journalistes professionnels », première loi régissant la profession de journaliste.